# セントラル支線 (ロングアイランド鉄道)

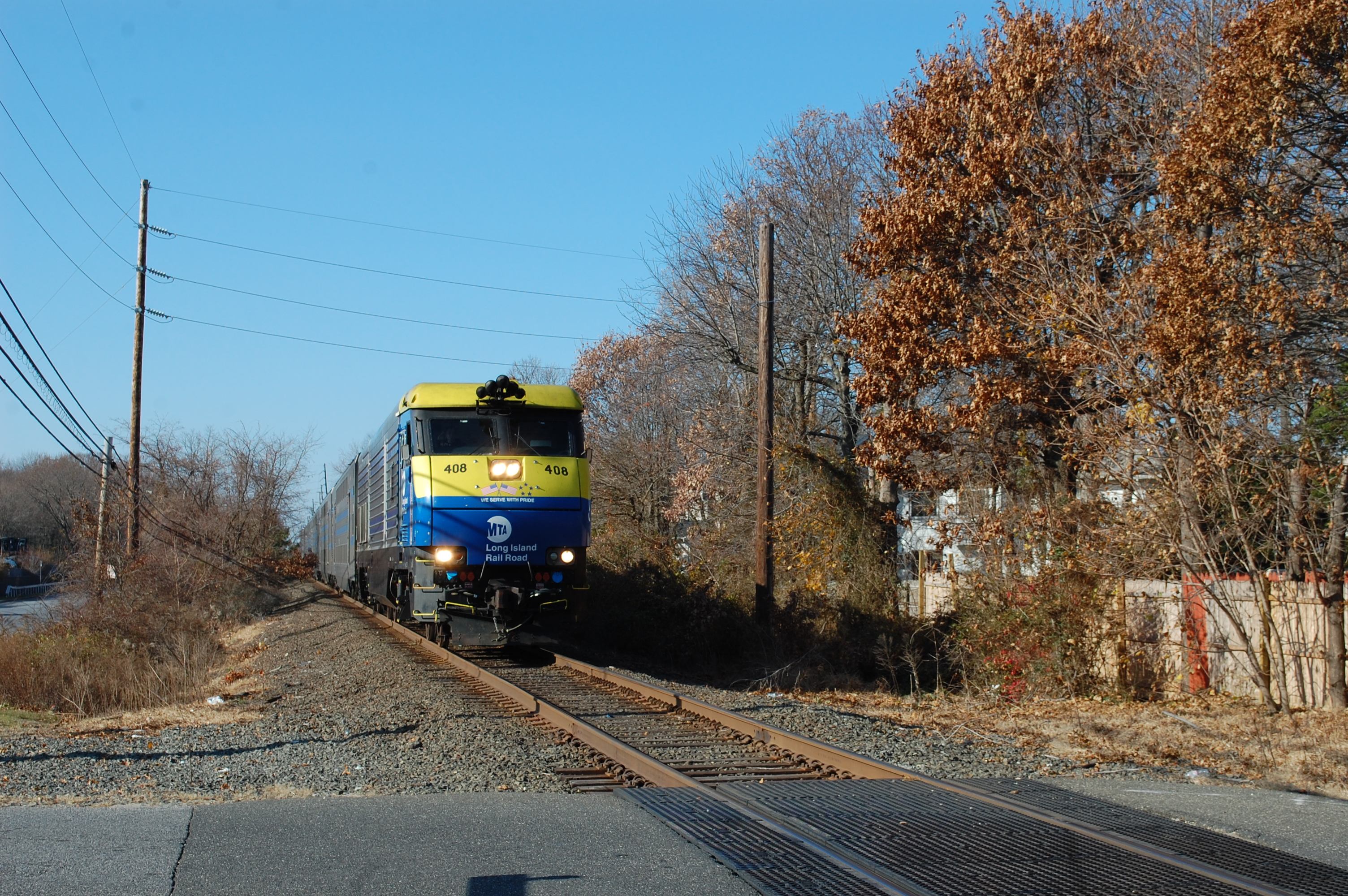
東行き列車を牽引するLIRRの408号機 (EMD DE30AC)。（2012年にウェスト・バビロンのセントラル支線にて）

セントラル支線とは、ロングアイランド鉄道 (LIRR) が所有・運行する、アメリカ合衆国ニューヨーク州にありベスページのすぐ東にある北緯40度44分02秒 西経73度28分12秒 / 北緯40.734度 西経73.470度とバビロンのすぐ西にある北緯40度41分46秒 西経73度20分28秒 / 北緯40.696度 西経73.341度を結ぶ鉄道路線である。この路線は1873年に、アレクサンダー・ターニー・スチュアートが所有していたロング・アイランド・セントラル鉄道 (CRRLI) のバビロン・エクステンション (Babylon Extension) の一部として建設された。その支線は1876年のCRRLIとLIRRの合併の後、大半が使用されなかったが、1925年に本線（ロンコンコマ支線のサービス）とベスページ駅の南東にあるベス信号扱所 (Beth Interlocking) で、モントーク支線（バビロン支線のサービス）とバビロン駅の西にあるベルモント・ジャンクション (Belmont Junction) で接続するために再建・再構成された。これによりバビロンの東を起終点とする非電化のモントーク支線の列車がベスページからジャマイカまで本線を使用することが可能となった。その支線はいくつかのLIRRの地図にロンコンコマ支線の区間としてされているが、これらの列車はバビロン・モントーク支線の時刻表に記載されている。
この区間には2つの駅があった。ファーミングデール（後にサウス・ファーミングデールと改名）とブレスラウである。サウス・ファーミングデール駅は待合所付きのプラットホームを有し、またこの支線を通るサービスで最後の駅であり、1974年ごろに廃止された。
1899年にはマイル・ア・ミニット・マーフィーがセントラル支線のこの区間沿いで、1分に満たないが列車の後ろを自転車で1マイルこぐという記録を樹立した。
いくつかの貨物列車利用者がこの支線沿いに引き込み線を持っており、この支線はニューヨーク&アトランティック鉄道により週に数回に利用されている。

## ロング・アイランド・セントラル鉄道
現在のセントラル支線の線路用地 (right of way) は1873年、アレクサンダー・スチュアートが認可を受けロング・アイランド・セントラル鉄道 (CRRLI) を建設した時にさかのぼる。路線はCRRLIによってフラッシングからベスページ・ジャンクションまで建設され、その後バビロンの海岸線まで前述のバビロン・エクステンションを経て延伸した。ガーデンシティでは分岐線もまたヘンプステッドの住民にサービスを提供するために建設された。当時、スチュアートはガーデンシティ、アメリカ合衆国で最初の計画された郊外のコミュニティの1つを建設していた。その鉄道は、建材をガーデンシティの建設現場へ供給していたスチュアート所有のベスページ煉瓦工場（現在「オールド・ベスページ」と呼ばれる村落の中にあった）へサービスを提供するという点で、二重の目的を有していた。さらにその鉄道はまたガーデンシティの新しい住民に、ロングアイランドシティ（当時マンハッタンへのフェリーに接続することができた）への両方の通勤輸送とともに供給していた。バビロン・エクステンションを通るサービスはまたバビロンの海岸線への小旅行やファイア・アイランド行きのフェリーにより人気があった。
1876年にはCRRLIはLIRRに取得され、スチュアートの路線はLIRRのセントラル支線として知られるようになった。フラッシングからクリードムーア・ライフル射撃場（その場所は後にクリードムーア州立病院となった）までの部分は1879年に廃止されたが、線路は第一次世界大戦まで撤去されなかった。クリードムーアからフローラル・パークまでの部分は貨物線として存続しクリードムーア支線として知られたが、1960年代後期に運行が終了され1970年代初頭に線路が地図から削除された。LIRRはセントラル鉄道の線路用地をフローラル・パークとガーデンシティの間で、現在のヘンプステッド支線を形成するヘンプステッドへのセントラル鉄道の分岐線とともに使用した。ガーデンシティ駅を過ぎるとセントラル支線はベスページ・ジャンクションまで、ナッソー郡の中央、現在のナッソー・ベテランズ・メモリアル・コロシアムとアイゼンハワー・パークを通る直線経路を走行し続け、その後バビロン・エクステンションを経てバビロンを目指して南東方向へ走行した。
1925年にはスチュアートのセントラル支線はペスページ・ジャンクションの再構成でバビロン・エクステンションとの接続部から切り離された。その路線のガーデンシティからベスページ・ジャンクションにある切り離しのすぐ西までの部分はセントラル・エクステンション (Central Extension) と呼ばれるようになった。1925年にも、バビロン・エクステンションは、主にLIRRの2本の主要な幹線、本線とモントーク支線の接続点を設置するという目的で完全に作りなおされた。したがって、現在の前述したセントラル支線として知られるようになった。1939年に、ガーデンシティからベスページの線路終端までのセントラル・エクステンションでは定期旅客列車が廃止された。第二次世界大戦の間、この路線の東部は撤去され鉄くずとして売却された。第二次世界大戦の後、その路線の一部はレヴィットタウンの建設のための材料を運搬するために再建されたが、それは二度とベスページ・ジャンクションまで（したがってバビロンにも）到達することはなく、この線路もすぐに撤去された。